# Bengt Bergt
Bengt Axel Bergt (* 7. Mai 1982 in Luckenwalde als Bengt Axel Rämisch) ist ein deutscher Politiker (SPD), Landesvorstandsmitglied der SPD Schleswig-Holstein und war von 2021 bis 2025 Mitglied des Deutschen Bundestags.

## Ausbildung und Beruf
Bergt besuchte das Francisceum in Zerbst und legte dort 2000 sein Abitur ab. Anschließend absolvierte er seinen Wehrdienst im Militärgeografischen Dienst. Er studierte von 2002 bis 2006 Anglistik, Germanistik und Geschichte an der Otto-von-Guericke-Universität in Magdeburg. Parallel zum Studium arbeitete er von 2001 bis 2003 als Gruppenleiter binationaler Gruppen (Betreuung verhaltensauffälliger Jugendlicher), von 2002 bis 2005 als Teilzeit-Com-Center-Agent für Rechnungsreklamation und von 2004 bis 2007 bei der Kreisvolkshochschule Anhalt-Zerbst als Dozent für Englisch und Französisch. Von 2005 bis 2009 war er als Produktspezialist für FAE-Technik bei der Firma Bosch in Magdeburg beschäftigt. 2009 begann er ein Studium für Internationale Fachkommunikation an der FH Flensburg, welches er im Juli 2013 mit dem Bachelor of Arts abschloss. Während dieser Zeit arbeitete er bereits freiberuflich als technischer Redakteur und Übersetzer. 2013 wurde er bei einem mittelständischen Elektrotechnikunternehmen in Ahrensburg als Dokumentationsmanager angestellt und war dort auch für das Qualitätsmanagement verantwortlich. 2015 wechselte er zum Hersteller von Windkraftanlagen Nordex SE, zunächst als Dokumentationsmanager, ab 2016 als technischer Dokumentationsspezialist und ab 2017 als Leiter des Teams für Systeme, Prozesse und Übersetzung.
Im Mai 2018 wurde er noch Senior Manager für Dokumentation, bevor er ab September 2018 als freigestellter Betriebsrat fungierte, zunächst als Betriebsratsvorsitzender am Standort Hamburg, ab August 2020 dann auch als stellvertretender Konzernbetriebsratsvorsitzender und ab September 2020 zusätzlich als europäischer Betriebsratsvorsitzender. Diese Tätigkeiten endeten mit seinem Einzug in den deutschen Bundestag im Oktober 2021.
Am 1. Juni 2025 wurde er Leiter des Bereichs Public Affairs für den Verband „Die Gas- und Wasserstoffwirtschaft“.
Bergt ist Schlagzeuger in einer Punkband. Er wohnt in Norderstedt.

## Politik
Bei der Bundestagswahl 2021 gewann Bergt den Bundestagswahlkreis Segeberg – Stormarn-Mitte gegen den ab 2002 amtierenden Gero Storjohann (CDU) mit 32 % und zog damit in den 20. Deutschen Bundestag ein.
In der 20. Wahlperiode ist Bengt Bergt Mitglied im Ausschuss für Klimaschutz und Energie und im Petitionsausschuss sowie stellvertretendes Mitglied im Ausschuss für Arbeit und Soziales. Er ist zudem stellvertretender Sprecher der SPD-Bundestagsfraktion für Klimaschutz und Energie und stellvertretend im Beirat der Bundesnetzagentur.
Bergt ist Mitglied im Stiftungsrat der Stiftung für die Friesische Volksgruppe im Lande Schleswig-Holstein sowie stellvertretendes Mitglied im Gremium für Fragen der friesischen Volksgruppe im Lande Schleswig-Holstein.
Zur Bundestagswahl 2025 kandidierte Bergt wie bereits 2021 im Bundestagswahlkreis Segeberg – Stormarn-Mitte. Er verlor den Wahlkreis mit 24,5 % zu 32,3 % gegen die CDU-Kandidatin Melanie Bernstein und zog auch nicht über Platz 11 der Landesliste der SPD Schleswig-Holstein in den Bundestag ein.

## Sonstiges
Nach eigenen Angaben war Bergt während seiner Universitätszeit Schlagzeuger in einer Band mit dem Ziehvater von Tom und Bill Kaulitz, Mitgliedern der Band Tokio Hotel. Die Brüder hätten in den Proberäumen der Band ihre ersten Erfahrungen mit der Musik gemacht.

## Satirevideo
Im November 2024 teilte Bergt in seiner Instagram-Story einen Clip, der eine fiktive Ansprache von Friedrich Merz (CDU) zeigt und diesen in ein schlechtes Licht rückt. Der von Bergt in dessen Instagram-Story Instagram veröffentlichte Clip wurde mittels Künstlicher Intelligenz (KI) auf Basis einer im Oktober 2024 veröffentlichten echten Merzschen Videobotschaft generiert. Merz werden im Stil russischer Fake-Propaganda Falschaussagen in den Mund gelegt, die in den Augen der Wählerschaft seine Integrität sowie seine freiheitlich demokratische Grundhaltung in Zweifel zu ziehen geeignet sind.  Auf Drängen der SPD-Fraktionsspitze bat Bergt bei Merz um Entschuldigung.